# Telesterion
Il telestèrion (in greco τεληστήριον?, luogo delle iniziazioni, da τελέω, esser portato a compimento, a perfezione, iniziato) è un edificio monumentale greco antico del santuario di Eleusi, in Attica, destinato alla celebrazione del complesso rituale dei misteri eleusini. Le evidenze archeologiche sono in accordo con le fonti letterarie, dimostrano cioè come le origini dell'edificio (insieme al culto che all'interno si celebrava) affondino le loro radici almeno nella piena età micenea. L'edificio è stato rimaneggiato più volte sino a raggiungere architettura stabile solo in età classica, quando il telesterion fu riedificato probabilmente da Ictino intorno al 445 a.C. e successivamente ultimato in età ellenistica con l'edificazione del portico da parte dell'architetto Filone.
Nel telesterion di Eleusi fu iniziato Eschilo, originario di Eleusi.

## Storia
Durante l'epoca micenea esisteva già un piccolo luogo di culto. Al tempo di Pisistrato (525 a.C.) l'edificio aveva raggiunto una forma quadrangolare e circondato da gradinate per accogliere i fedeli. Nel 480 a.C. fu distrutto dai Persiani dopo la battaglia delle Termopili.
Al tempo di Cimone (465 a.C.) furono iniziati i lavori per l'ampliamento. Interrotti, furono in seguito ripresi da Pericle (447-438 a.C.) che li affidò all'architetto Ictino, autore della sistemazione monumentale dell'Acropoli di Atene. Nel 330 a.C. Filone aggiunse un portico con colonne doriche.
In epoca romana fu distrutto durante l'invasione dei Costoboci e ricostruito da Marco Aurelio nel 170.
Nel 396 i Visigoti di Alarico invasero l'Attica distruggendo il telesterion definitivamente.

## Gli edifici di età arcaica e classica
Verso il 520 a.C. l'edificio di precedente edificazione e risalente al VII a.C. venne ampliato per accogliere un numero maggiore di fedeli. Esso acquisì una struttura quadrangolare, con l'anaktoron (un ambiente destinato a contenere l'immagine sacra di Demetra) situato in uno degli angoli e una serie di gradini addossati a tre pareti per permettere ai fedeli di assistere ai misteri. Uno dei lati si apriva all'esterno su un portico retto da colonne doriche; le colonne interne erano di ordine ionico.
L'edificio dei Pisistratidi fu distrutto dai Persiani nel 480 a.C. e venne riedificato sotto Cimone già nel 465 a.C. Il progetto prevedeva un edificio ancora più grande del precedente, che riportava l'anaktoron al centro dello spazio ora rettangolare, ma non venne terminato e fu ripreso sotto Pericle dall'architetto Ictino. Ictino aveva previsto uno spazio quadrangolare, con l'interno articolato su due ordini per i fedeli, un deambulatorio mediano per le processioni e uno spazio centrale per il culto. La copertura doveva essere sostenuta da sole venti colonne, disposte in cinque file da quattro, in modo da liberare la vista verso il centro. Anche il progetto di Ictino non fu portato a termine.

## L'edificio di Filone
L'edificio completo, alla data dell'ultima modifica apportata nel 330 a.C., aveva una pianta quadrangolare di cinquantadue metri per lato ed era dotato di sette gradini che correvano lungo tutto il perimetro del quadrato. Al centro era posto l'anaktoron accanto al trono dello Ierofante, sede vera e propria dei rituali misterici. Le colonne di sostegno erano divenute quarantadue. A Filone spetta il completamento del portico costruito solo sul lato principale dotato di quattordici colonne in ordine dorico e sormontato da un frontone. L'accesso all'edificio era consentito da coppie di porte aperte sui lati nord, est e sud.

## Fonti antiche
Sembra che siano da ammettere due differenti luoghi di culto: un originario tempio realizzato da Ictino, pressappoco sul luogo in cui poi venne costruito il tempio "L" di età romana, e il telesterion. Strabone e Vitruvio parlano di Ictino come realizzatore di una struttura con cella per Kore e Demetra, priva di colonne esterne (per guadagnare spazio e accogliere un maggior numero di fedeli): quindi un tempio vero e proprio (senza peristasi). Mentre sappiamo che il telesterion era un edificio, in nulla simile ad un tempio. Plutarco parla invece di Corebo come iniziatore del telesterion, completato poi da Metagene e Xenocle, autore quest'ultimo dell'opaion. Vi sono poi anche fonti iconografiche a conferma di questa ipotesi che menzionano Filegoro e Atenodoro come autori del portico del Telesterion e non Filone, (come vorrebbe invece Vitruvio): quest'ultimo sarebbe invece autore di un vestibolo, forse su committenza di Demetrio Falereo (fine IV a.C.), nel tempio di Ictino.